# Manso I de Amalfi
Manso I (în limba italiană: Mansone) (uneori, numărat ca Manso al III-lea) (d. 1004) a fost duce de Amalfi de la 966 până la moarte și principe de Salerno de la 981 la 983.
Manso a fost fiul ducelui Sergiu I și cel mai mare conducător independent al ducatului de Amalfi, care deja se autocontrola de aproape o jumătate de secol.
Atunci când tatăl său Sergiu a preluat tronul amalfitan în anul 958, Manso a fost imediat asociat acestuia la domnie. În 966, a devenit duce unic. În plus, a primit titlul bizantin de patrikios. 
De la bun început, Manso manifesta intenții de stăpânire în Principatul de Salerno. Astfel, în 973, Manso a conspirat alături de Landulf de Conza și de ducele Marin al II-lea de Neapole pentru a-l depune de principele Gisulf I de Salerno. În 974, Gisulf a fost reinstalat în Salerno de către Pandulf Cap de Fier, principe de Benevento și de Capua. În 981, Manso a căutat să profite de tinerețea principelui Pandulf al II-lea de Salerno și i-a invadat teritoriul, alungându-l de la conducerea Salerno. Împăratul german Otto al II-lea, care se afla în acel moment în Italia pentru a lupta împotriva atât a bizantinilor cât și a sarazinilor și era în căutare de aliați și susținători, i-a acordat lui Manso recunoașterea imperială pe care și-o dorea atât de mult. În 977, el și-a asociat propriul fiu, Ioan în postura de co-duce în Amalfi, însă acesta nu era simpatizat de către amalfitani, care îl considerau ca fiind un tiran.
În 983, atât Ioan cât și Manso au fost detronați din Salerno, ca urmare a unei răscoale populare, salernitanii alegând pe contele palatului, care fusese exilat anterior, Ioan Lambert. Exilat din Salerno, Manso nu s-a refugiat la Amalfi, unde fratele său Adelfer preluase puterea pentru sine. Cu toate că Manso a reușit să își restabilească autoritatea în ducatul de Amalfi în 986 și să domnească până la moarte, se pare că Adelfer și ceilalți frați ai lui Manso, Ademar și Leon, au continuat să emită pretenții până cel puțin în 998.
Manso a construit catedrala Sfântului Apostol Andrei din Amalfi și a izbutit să obțină de la papa Ioan al XV-lea transformarea Amalfi în sediu arhiepiscopal (din 987). Atunci când a murit, Manso a fost succedat de către fiul său Ioan I.
Scriind în anul 977 în timpul guvernării lui Manso I, călătorul arab Ibn Hawqal descria Amalfi cu aceste cuvinte:
| “ | . . . la più prospera città di Longobardia, la più nobile, la più illustre per le sue condizioni, la più agiata ed opulenta. Il territorio di Amalfi confina con quello di Napoli; la quale è bella città, ma meno importante di Amalfi. . . . cel mai prosper oraș longobard, cel mai nobil, cel mai ilustru prin condițiile sale, cel mai îmbelșugat și opulent. Teritoriul ocupat de Amalfi se mărginește cu cel ocupat de Napoli; un oraș minunat, dar mai puțin important decât Amalfi. | ” |